# پارک کنار آب هیتاچی
پارک کنار آب هیتاچی (به ژاپنی: 国営ひたち海浜公園 Kokuei Hitachi Kaihinkōen)) یک پارک عمومی است که در هیتاچیناکا، ایباراکی در ژاپن قرار دارد. مساحت این پارک ۱۹۰ هکتار است.